# Changsu Wang
Changsu Wang (394-491) est le fils de Kwanggaet'o Wang le Grand, il monte sur le trône du royaume de Koguryŏ en 413 et y reste jusqu'à sa mort en 491. 

Pendant son long règne, il abandonne l’ancienne capitale de Hwando song pour en installer une nouvelle à Pyongyang (actuelle capitale de la Corée du Nord) où s’élève le palais d’Anhak. La pyramide Janggunchong (장군총, 將軍塚, Jiangjunzhong) au Jilin, Chine, serait son mausolée. Elle fait partie des vestiges de l'ancien royaume de Koguryo inscrits au patrimoine mondial.